# Homaloptera yuwonoi
Homaloptera yuwonoi är en fiskart som beskrevs av Kottelat, 1998. Homaloptera yuwonoi ingår i släktet Homaloptera och familjen grönlingsfiskar. Inga underarter finns listade i Catalogue of Life.